# Pascal Dagnan-Bouveret
Pascal Dagnan-Bouveret (Parijs, 7 januari 1852 - Quincey, 3 juli 1929) was een Frans kunstschilder.

## Levensloop
Hij was de zoon van een Parijse kleermaker en werd opgevoed door zijn grootvader Gabriel Bouveret, die in Melun woonde. In 1869 besloot hij om in Parijs bij Alexandre Cabanel te gaan werken en later bij Jean-Léon Gérôme. Tijdens die periode ontmoette hij Jules Bastien-Lepage en Gustave Courtois die zijn vrienden werden.
Hij werd tweede tijdens de Prix de Rome in 1876 maar moest wachten tot zijn vriend Bastien-Lepage overleed om aandacht van het publiek te krijgen. Hij bezocht vanaf 1885 geregeld Bretagne, een inspiratiebron voor veel van zijn schilderijen. Het doek Le Pardon en Bretagne bezorgde hem een eremedaille op de Wereldtentoonstelling van 1889.
Vanaf de jaren 1896-97 kregen vooral religieuze onderwerpen zijn aandacht en op het einde van zijn carrière schilderde hij veel portretten. Hij ontving een grote prijs tijdens de Exposition Universelle (1900) voor zijn verzameld werk. Op 27 oktober 1900 werd hij verkozen tot lid van de Académie des Beaux-Arts. Hij was een van de eerste schilders die de fotografie gebruikten om realistischer te kunnen schilderen.
De schilder Jean Sala was een van zijn leerlingen.

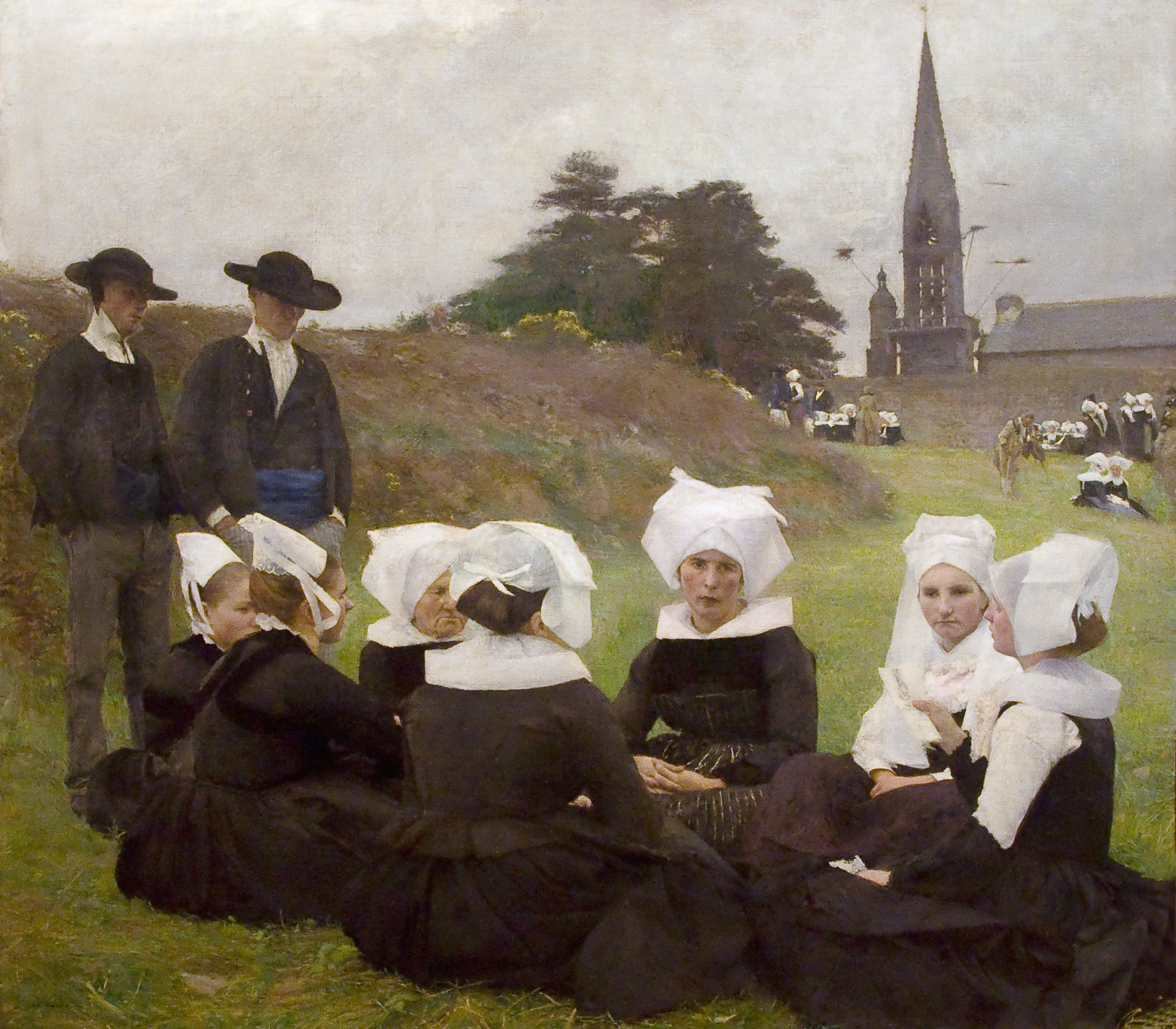
Les Bretonnes au Pardon (1887) in het Museu Calouste Gulbenkian

- Bibliothèque nationale de France: cb145667455 (data)
- Gemeinsame Normdatei: 122964314
- International Standard Name Identifier: 0000 0000 8219 0880
- Library of Congress Control Number: nr94001833
- Base Léonore: LH//646/3
- Nationale Bibliotheek van Tsjechië: xx0125806
- Nationale Bibliotheek van Israël: 987007509847305171
- Nederlandse Thesaurus van Auteursnamen: 192640933
- Réseau des bibliothèques de Suisse occidentale: 02-A003151116
- RKD-Nederlands Instituut voor Kunstgeschiedenis: 19668
- SNAC: w69w0k2h
- Système universitaire de documentation: 069101655
- Union List of Artist Names: 500022873
- Virtual International Authority File: 37159077
- WorldCat: E39PBJj8Vgg7k6RVj4F8P6JhpP